# AMF
För andra betydelser, se AMF (olika betydelser).
AMF Tjänstepension AB är ett pensionsbolag som till lika delar ägs av Svenskt Näringsliv och LO. Bolaget drivs enligt ömsesidiga principer, vilket betyder att hela vinsten tillfaller spararna. VD i AMF är Tomas Flodén och styrelseordförande är Lars Wedenborn.
AMF arbetar med pensionslösningar för privatpersoner och företag. För tjänstepension tillhandahålls traditionell försäkring och fondförsäkring och för premiepension även fonder. AMF erbjuder även fondsparande utan koppling till pension. 
Koncernen AMF förvaltar drygt 600 miljarder kronor i aktier, fastigheter, räntebärande papper och alternativa tillgångar åt cirka 4 miljoner sparare. Det gör bolaget till en av de största ägarna på Stockholmsbörsen. AMF Fastigheter AB och AMF Fonder AB är helägda dotterbolag till AMF.
AMF:s verksamhet är koncentrerad till ett kontor i Klarakvarteren och ett i Galleriankvarteret i Stockholm. Totalt arbetar cirka 460 personer i koncernen.
Den 1 januari 2022 omvandlades AMF från ett livförsäkringsbolag till ett tjänstepensionsbolag, och bytte samtidigt namn från AMF Pensionsförsäkring AB till AMF Tjänstepension AB.

## Historia
- 1973 AMF Pension grundas för att tillhandahålla STP-försäkringen, som är en förmånsbestämd tilläggspension för privatanställda arbetare. Verksamheten drevs i samverkan med försäkringsbolaget SPP. AMF är en förkortning för Arbetsmarknadsförsäkringar.
- 1992 AMF Pension lämnar SPP och verksamheten etableras i ett självständigt bolag.
- 1998 Pensionsbolagen konkurrensutsätts. Det allra första tjänstepensionsvalet genomförs där 927 000 personer inom avtalspension SAF-LO får möjlighet att välja pensionsförvaltare.
- 2000 AMF Pension blir det näst mest valda bolaget i det första premiepensionsvalet. På hösten ges också kommun- och landstingsanställda för första gången möjlighet att välja förvaltare för sin tjänstepension PFA. AMF Pension blir det mest valda bolaget med 36 procent av de aktiva väljarna.
- 2003 Pensionsvalet PA 03 genomförs där cirka 195 000 statsanställda för första gången kan välja förvaltare och sparform för sin tjänstepension.
- 2007 Den 1 juli träder det nya ITP-avtalet i kraft.
- 2008 AMF Pension byter namn till AMF. AMF-skandalen uppmärksammas då bland annat VD Christer Elmehagen och vice VD Ingvar Skeberg får sluta efter att ha erhållit mycket förmånliga bonus- och pensionsvillkor på oklara grunder. [5]
- 2009 Den 1 januari träder det nya SAF-LO avtalet i kraft. AMF utses till de privatanställda arbetarnas så kallade icke-val för tjänstepension. Samma år genomförs det första återtaget i bolagets historia. Återtaget var en konsekvens av de kraftiga börsfallen 2008-2009.
- 2010 AMF antar en ny konsolideringspolicy som innebär en mer direktavkastande modell med avkastningsränta istället för återbäringsränta. Vid vårens ITP-val väljer 33 procent AMF, och gör bolaget till det mest aktivt valda.
- 2011 Den traditionella försäkringen moderniseras genom att risknivån i sparandet förändras med tiden. Detta innebär högre risknivå i unga år och lägre risknivå närmare pension samt en förstärkt garanti ju närmare pension man kommer.
- 2012 Beslut tas om att sluta med provisioner till förmedlare.
- 2013 AMF får förlängt förtroende som ickevalsbolag för de privatanställda arbetarna (SAF-LO) fram till 2016. Under året sänktes avgifterna med 25 procent för 1,2 miljoner sparare inom traditionell försäkring.